# Pitcairn (Pennsylvania)
Pitcairn  è una borough degli Stati Uniti d'America, nella contea di Allegheny nello Stato della Pennsylvania. Secondo il censimento del 2000 la popolazione è di 3.689 abitanti.

## Società

### Evoluzione demografica
La composizione etnica vede una prevalenza della razza bianca (98.10%) seguita da quella afroamericana (0,43%) e asiatica (0,41%), dati del 2000.
| borough di Pitcairn Popolazione |       |
| 2000                            | 3.689 |
| Stima al 01-07-07               | 3.370 |